# Aaron Royle
Aaron John Royle (* 26. Januar 1990 in Newcastle) ist ein australischer Duathlet und Triathlet. Er ist U23-Weltmeister Triathlon (2012).

## Werdegang
Aaron Royle war in seiner Jugend aktiver Schwimmer und er begann im Alter von 14 Jahren mit Triathlon. Im Oktober 2012 wurde er in Neuseeland U23-Weltmeister Triathlon.
In Frankreich startet Royle bei der Meisterschaftsserie Grand Prix de Triathlon für den Verein Baie de Somme Triathlon.

### Olympische Sommerspiele 2016
Aaron Royle qualifizierte sich für einen Startplatz bei den Olympischen Sommerspielen 2016 und er belegte am 18. August in Rio de Janeiro als bester Australier den neunten Rang.
Im September 2020 gewann Royle den Ironman 70.3 Sunshine Coast.
Im Juni 2021 wurde Aaron Royle nominiert für einen Startplatz bei den Olympischen Sommerspielen 2021 in Tokyo – zusammen mit Emma Jeffcoat, Ashleigh Gentle, Matthew Hauser, Jaz Hedgeland und Jacob Birtwhistle.
2022 war Aaron Royle als Triathlon-Guide für den australischen Verband aktiv und er unterstützte Sam Harding beim Paratriathlon-Weltcup (750 m Schwimmen, 20 km Radfahren und 5 km Laufen) in Swansea.
Aaron Royle ist verheiratet mit der ehemaligen britischen Triathletin Non Stanford-Royle (* 1989) und die beiden leben in West Wales.

## Sportliche Erfolge
| Datum/Jahr    | Rang | Wettbewerb                                          | Austragungsort | Zeit     | Bemerkung                                                                                            |
| ------------- | ---- | --------------------------------------------------- | -------------- | -------- | --- |
| 13. Sep. 2020 | 1    | Ironman 70.3 Sunshine Coast                         | Mooloolaba     | 03:45:15 | |
| 15. Juli 2018 | 2    | ITU Sprint Triathlon World Championship Mixed Relay | Hamburg        |          | Vize-Weltmeister im Team – zusammen mit Natalie Van Coevorden, Jacob Birtwhistle und Ashleigh Gentle |
| 5. Nov. 2017  | 2    | Noosa Triathlon                                     | Noosa          | 01:47:11 | |
| 19. Nov. 2017 | 4    | Island House Invitational Triathlon                 | Nassau         |          | zweitägiger Wettkampf                                                                                |
| 20. Aug. 2016 | 9    | Olympische Sommerspiele 2016                        | Rio de Janeiro | 01:46:42 | als bester Australier                                                                                |
| 12. Juni 2016 | 3    | ITU World Championship Series 2016                  | Leeds          | 01:50:33 | |
| 3. Apr. 2016  | 13   | ITU Triathlon World Cup                             | New Plymouth   | 00:53:46 | |
| 22. Aug. 2015 | 3    | ITU World Championship Series 2015                  | Stockholm      | 01:50:26 | |
| 2. Nov. 2014  | 1    | Noosa Triathlon                                     | Noosa          | 01:47:59 | |
| 31. Aug. 2014 | 30   | ITU World Championship Series 2014                  | Edmonton       | 01:51:32 | Grand Final                                                                                          |
| 24. Juli 2014 | 8    | Commonwealth Games 2014                             | Glasgow        | 01:51:03 | |
| 6. Apr. 2014  | 3    | ITU World Championship Series 2014                  | Auckland       | 01:55:49 | erstes Rennen der Triathlon-Weltmeisterschaftsserie 2014                                             |
| 1. März 2014  | 1    | OTU Triathlon Oceania Championships                 | Devonport      | 01:53:01 | Ozeanische Triathlon-Meisterschaft                                                                   |
| 3. Nov. 2013  | 1    | Noosa Triathlon                                     | Noosa          | 01:46:11 | |
| 20. Okt. 2012 | 1    | ITU Triathlon World Championship U23                | Auckland       | 01:57:17 | U23-Weltmeister                                                                                      |
| 5. Feb. 2012  | 1    | OTU Sprint Triathlon Oceania Cup                    | Kinloch        | 00:58:24 | Sprintdistanz (0,75 km Schwimmen, 20 km Radfahren und 5 km Laufen)                                   |

| Datum/Jahr    | Rang | Wettbewerb            | Austragungsort | Zeit     | Bemerkung                                        |
| ------------- | ---- | --------------------- | -------------- | -------- | ------------------------------------------------ |
| 6. Juli 2025  | 10   | Challenge Roth        | Roth           | 07:47:36 | Erster Start auf der Ironman-Distanz             |
| 16. Nov. 2024 | 14   | T100 Dubai            | Dubai          | 03:17:38 | Grand Final der PTO T100 Triathlon World Tour    |
| 14. Apr. 2024 | 7    | T100 Singapore        | Singapur       | 03:29:22 | 2 km Schwimmen, 80 km Radfahren und 18 km Laufen |
| 24. Juli 2022 | 3    | PTO Canadian Open     | Edmonton       | 03:14:26 |                                                  |
| 18. Juni 2022 | 1    | Challenge Wales       | Fishguard      | 03:51:49 |                                                  |
| 24. Okt. 2021 | 2    | Ironman 70.3 Portugal | Cascais        | 03:48:33 |                                                  |

(DNF – Did Not Finish)